# Holländische Ulme
Die Holländische Ulme (Ulmus × hollandica), auch Bastard-Ulme genannt, ist eine Hybride aus Ulmus minor und Ulmus glabra. 

## Beschreibung
Die Holländische Ulme ist ein großer, sommergrüner Baum, der Wuchshöhen von bis zu 40 Meter erreicht, der einen durchgehenden Stamm (Terminaltrieb) aufweist. Er bildet eine dichte, gedrungene und reich verzweigte Krone. Die eiförmig-elliptischen, tief doppelt gesägten Laubblätter sind 8 bis 12 cm lang. 
Er ist ein Tiefwurzler, der mäßig trockene bis feuchte (optimal feuchte), tiefgründige, nährstoffreiche, schwach saure bis alkalische Lehmböden bevorzugt. Die Holländische Ulme ist frosthart, hitzetolerant und wärmeliebend, verträgt Überflutungen, ist windfest, blüht und fruchtet auffallend stark.

## Sorten
- 'Bea Schwarz' (neue Züchtung)
- 'Belgica'
- 'Christine Buisman' (neue Züchtung)
- 'Cicestria' (sehr selten)[2]
- 'Commelin' (neue Züchtung)
- 'Dampieri'
- 'Groeneveld' (neue Züchtung)
- 'Holandica'
- 'Jaqueline Hillier' oder 'Elegantissima'
- 'Pioneer' (neue Züchtung)
- 'Smithii'
- 'Vegata'
- 'Wentworthii Pendula' (nur sehr wenige Exemplare sind noch vorhanden)[3]
- 'Wredei' oder 'Dampieri Aurea' (Goldulme)

## Quelle
- Bruns, Deutsche Exportbaumschulen, 1996: Bruns, Pflanzenkatalog, Bad Zwischenahn, 1996.